# シャラ・マゴメドフ
シャラ・マゴメドフ（ロシア語: Шара Магоме́дов、英語: Shara Magomedov、1994年5月16日 - ）は、ロシアの男性総合格闘家。ダゲスタン共和国マハチカラ出身。GOR MMA所属。

## 来歴
ロシアのダゲスタン共和国マハチカラでアヴァール人の家系に生まれ、ブイナクスクで育つ。幼少期から学校やストリートで喧嘩に明け暮れるなどトラブルが絶えず、当時はサッカーを経験しブイナクスクの代表チームでプレーしていたが、相手チームと口論を繰り広げたため追放され、ボクシングに転向した。その後、モスクワに拠点を移した後にムエタイを始め、ロシア選手権で優勝するなど活躍したが、ムエタイでは生計を立てることが困難であったため総合格闘技へ転向することを決意した。2017年、プロ総合格闘技デビュー。

### UFC
2023年10月21日、UFC初参戦となったUFC 294でブルーノ・シウバと対戦し、3-0の判定勝ち。
2024年6月22日、UFC on ABC: Whittaker vs. Aliskerovでアントニオ・トロコリと対戦し、左フックで3RTKO勝ち。パフォーマンス・オブ・ザ・ナイトを受賞した。
2024年8月3日、UFC on ABC: Sandhagen vs. Nurmagomedovでミハル・オレクシェイチュクと対戦し、3-0の判定勝ち。ファイト・オブ・ザ・ナイトを受賞した。
2024年10月26日、UFC 308でアルメン・ペトロシアンと対戦し、右バックブローをブロックされた直後に左バックブローで2RTKO勝ち。パフォーマンス・オブ・ザ・ナイトを受賞した。
2025年2月1日、UFC Fight Night: Adesanya vs. Imavovでマイケル・ペイジと対戦し、0-3の判定負け。キャリア初黒星を喫した。

## 人物・エピソード
- トレーニング中に右眼を負傷し網膜剥離を患い、2018年から2021年まで約3年間のブランクを強いられ計8回もの手術を受けたが、最終的に視力を失い隻眼となった[7][8]。隻眼の為、アメリカ各州のアスレチック・コミッションからの試合許可が下りない。UFC参戦後は中近東で行われる興行に偏っている。

## 犯罪・トラブル
2022年6月、ダゲスタン共和国マハチカラのショッピングモールのエスカレーターで、キスを交わしていたカップルを見かけると、マゴメドフはカップルの男性と口論を繰り広げた末に殴り合いの乱闘を起こし、その後ショッピングモールの入り口で男性を待ち伏せし、いきなり殴って失神させ顔を踏みつけたため逮捕され、暴行罪と治安紊乱罪で起訴された。マゴメドフは後にやり過ぎた行動だったとしつつ「マハチカラには、道徳的な面で我々独自の暗黙のルールがある。モスクワでは（公共の場での愛情表現が）容認されているが、私たちの場合は容認することができない。だから黙っていられなかった」「彼が適切に行動していないと伝えたかったが、話を上手く伝えることができず、彼はそれを間違って受け止め私に殴りかかってきた」と語っている。

## 戦績
| 総合格闘技 戦績 | 総合格闘技 戦績 | 総合格闘技 戦績 | 総合格闘技 戦績 | 総合格闘技 戦績 | 総合格闘技 戦績 | 総合格闘技 戦績 |
| --------------- | --------------- | --------------- | --------------- | --------------- | --------------- | --------------- |
| 16 試合         | (T)KO           | 一本            | 判定            | その他          | 引き分け        | 無効試合        |
| 15 勝           | 12              | 0               | 3               | 0               | 0               | 0               |
| 1 敗            | 0               | 0               | 1               | 0               | 0               | 0               |

| 勝敗 | 対戦相手                       | 試合結果                        | 大会名                                         | 開催年月日     |
| ○    | マルク・アンドレ・バリオー     | 5分3R終了 判定3-0               | UFC on ABC 9: Whittaker vs. de Ridder          | 2025年7月26日  |
| ×    | マイケル・ペイジ               | 5分3R終了 判定0-3               | UFC Fight Night: Adesanya vs. Imavov           | 2025年2月1日   |
| ○    | アルメン・ペトロシアン         | 2R 4:52 TKO（左バックブロー)    | UFC 308: Topuria vs. Holloway                  | 2024年10月26日 |
| ○    | ミハル・オレクシェイチュク     | 5分3R終了 判定3-0               | UFC on ABC 7: Sandhagen vs. Nurmagomedov       | 2024年8月3日   |
| ○    | アントニオ・トロコリ           | 3R 2:27 TKO（左フック）         | UFC on ABC 6: Whittaker vs. Aliskerov          | 2024年6月22日  |
| ○    | ブルーノ・シウバ               | 5分3R終了 判定3-0               | UFC 294: Makhachev vs. Volkanovski 2           | 2023年10月21日 |
| ○    | クシャル・ヴィアス             | 1R 0:08 KO（左膝蹴り→パウンド） | Thailand Fighting Championship 10              | 2022年12月11日 |
| ○    | ミハイル・ラゴジン             | 5分3R終了 判定3-0               | RCC 13                                         | 2022年12月3日  |
| ○    | セルゲイ・マルティノフ         | 3R 2:34 KO（膝蹴り連打）        | RCC Intro 22                                   | 2022年8月13日  |
| ○    | ホドリゴ・カルロス             | 1R 4:33 TKO（パンチ連打）       | Arena Global 17 【AGライトヘビー級王座決定戦】 | 2021年10月29日 |
| ○    | ジョエル・ドス・サントス       | 2R 0:13 KO（左サイドキック）    | AMC Fight Nights 106                           | 2022年11月27日 |
| ○    | ミハイル・アッラフベルディアン | 1R 4:41 KO（左肘打ち）          | AMC Fight Nights 105                           | 2021年10月16日 |
| ○    | ヤクブ・カディエフ             | 1R 2:35 TKO（膝蹴り連打）       | AMC Fight Nights 103                           | 2021年7月15日  |
| ○    | ウラン・ムハマティハリ         | 1R 0:56 KO（ボディへの膝蹴り）  | Chin Woo Men: 2017-2018 Season: Stage 6        | 2018年3月11日  |
| ○    | イェシャン・イェルセン         | 1R TKO（パンチ連打）            | The King Fighting Championship                 | 2018年2月19日  |
| ○    | ジアイダイル・アイリ           | 2R 2:22 TKO（ローキック）       | Chin Woo Men: 2017-2018 Season: Stage 4        | 2019年7月11日  |
| ○    | バオ・インチャン               | 1R 0:43 TKO（パンチ連打）       | Chin Woo Men: 2017-2018 Season: Stage 2        | 2017年12月9日  |

## 獲得タイトル
- Arena Globalライトヘビー級王座（2021年）

## 表彰
- UFC パフォーマンス・オブ・ザ・ナイト（2回）
- UFC ファイト・オブ・ザ・ナイト（1回）